# دير رفات

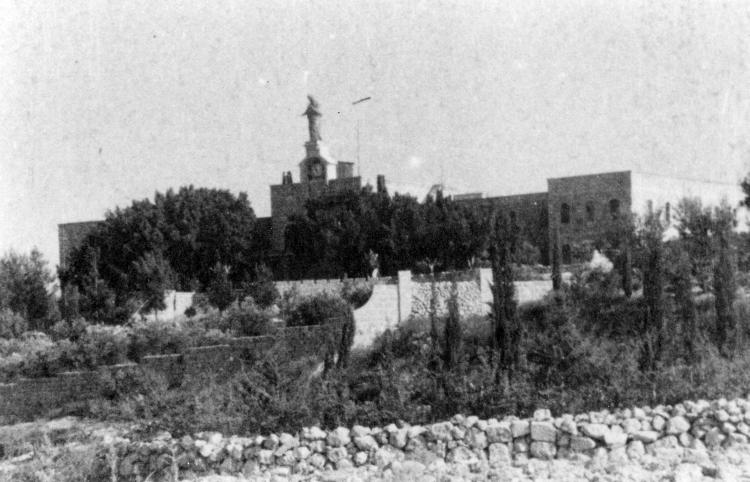
البطريركية اللاتينية، 1948

دير رفات، قرية فلسطينية مهجرة، قضاء القدس. كانت تقع 26 كم غرب القدس. تحيط بها القرى دير آبان، صرعة والبريج. أخليت من سكانها في عام 1948 من قبل لواء هارئيل في الجيش الإسرائيلي، ثمّ أنشئت فيما بعد على أراضي القرية مستعمرة «غفعت شيمش».

## عن القرية قبل الاحتلال
كانت القرية تقع على السفح الغربي لجبل متوسط الارتفاع، وكما يدل القسم الأول من اسمها (دير)، كانت القرية موقع دير كبير من ممتلكات البطريركية اللاتينية. كما كانت تضم مسجدًا واحدًا يُعرف بمسجد الحاج حسن. في أواخر القرن التاسع عشر، كانت دير رافات مزرعة صغيرة تقع على قمة جبل، وفي ركنها الغربي عين ماء. في سنة 1945، كان عدد سكان دير رافات يقدر بـ 430 نسمة. في 1944\1945، كان ما مجموعه 10,563 دونمًا مخصصًا للحبوب و 216 دونمًا مرويًا أو مستخدمًا للبساتين، منها 25 دونمًا حصة الزيتون. كانت القرية تتزوّد المياه من ثلاثة ينابيع في الموقع، وكان ثمة مواقع أثرية عند تخوم القرية تشمل ثلاث خرب تضم أسس أبنية دارسة، معاصر عنب، خزانات محفورة في الصخر، آبارًا، حجر رحى ومدافن.

## احتلال القرية وتطهيرها عرقيًّا
في تاريخ 17-18 تموز\ يوليو 1948، أجتيحت دير رافات، وذلك أثناء المرحلة الثانية من «عملية داني» التي نفذها الجيش الإسرائيل. يذكر (تاريخ حرب الاستقلال) أنّ القرية سقطت في قبضة وحدات من لواء هارئيل في نهاية العملية تقريبًا، وحين قامت القوات الإسرائيلية بتوسيع ممرّ القدس في اتجاه الجنوب. في سياق ذلك، يفيد المؤرخ الإسرائيلي بني موريس أنّ الذين تخلفوا في جوار القرية غادروها في معظمهم مع اقتراب طوابير «هرئيل» وبداية القصف بمدافع الهاون. ويضيف أنّ الذين بقوا، أجبروا على الرحيل. لكنّه لا يوضح ماذا جرى في القرية، ولا ماذا حلّ بسكان الدير المجاور.
لم تدمر القرية إلّا بعد عدة أسابيع، أي خلال الهدنة الثانية في الحرب. يشير موريس في سياق تعليقه على تدمير القرى في هذه الفترة، إلى دير رافات بصورة خاصة قائلًا: «عمل الجيش طوال الهدنة الثانية، التي دامت ثلاثة أشهر من 19 تموز\ يوليو حتى منتصف تشرين الأول\ أكتوبر، وبالتدريج على تدمير القرى المهجورة وذلك لأسباب كانت توصف عادةً بالعسكرية. فمعظم قرى وسط البلاد مثلًا... نسف في أيلول\ سبتمبر.»

## السكان اليوم
بلغ مجموع اللاجئين من هذه القرية في عام 1998 حوالي 3063 نسمة، يعيش بعض أهالي دير رافات في مخيم الدهيشة ومخيم العروب ومخيم البقعة ومخيم حطين وغيرها في فلسطين والأردن.

## القرية اليوم
مغطى اليوم الموقع بركام الحجارة والمصاطب التي بقي بعضها سليمًا، بينما تحطم بعضها الآخر واختلط حطامه بأنقاض المنازل. استأجرت نفر من قبيلة الصانع وهي من بدو النقب رقعة من أراضي القرية من دير اللاتين، مالك أراضي القرية، وضرب فيها بعض الخيام. ويعلو تمثال العذراء مريم واجهة الدير، الذي يبعد كيلومترين إلى الغرب من القرية، كما يغطي القرميد الأحمر أجزاء من مبنى الدير. وثمة في الركن الغربي للقرية عين ماء، وفي ركنها الجنوبي مقبرة ينتصب فيها قبر كبير وحيد.

## المستعمرات الإسرائيلية على أراضي القرية
في سنة 1954 أنشئت مستعمرة «غفعت شيمش»، على أراضي القرية، غربي موقعها مباشرة.